# Renate Stecher
Renate Stecher, de soltera Meißner - (15 de mayo de 1950 en Süptitz, Sajonia, Alemania Oriental) Atleta alemana especialista en pruebas de velocidad que ganó seis medallas olímpicas, tres de ellas de oro, entre los Juegos de  Múnich 1972 y  Montreal 1976.
Debutó internacionalmente en los Campeonatos de Europa de Atenas 1969, compitiendo aun con su apellido de soltera Meißner. Participó en los 200 m sustituyendo a una compañera lesionada, y ganó la medalla de plata por detrás de su compatriota Petra Vogdt. También ganó el oro con el equipo de relevos 4 × 100 metros.
En 1970 contrajo matrimonio con el vallista Gerd Stecher, de quien tomó el apellido. Ese año logró igualar en Berlín el récord mundial de los 100 m con 11,0 una marca que repetiría varias veces.
En los Campeonatos de Europa de Helsinki 1971 fue la gran dominadora, ganando tanto en 100 como en 200 m, además de la plata con los relevos 4 × 100 m.
En los Juegos Olímpicos de Múnich 1972 era la gran favorita, y no decepcionó. En la final de 100 m ganó con 11,07 por delante de la australiana Raelene Boyle (11,23) y de la cubana Silvia Chivás (11,24) La marca de Stecher sería reconocida en 1976 como récord mundial al adoptarse oficialmente el cronometraje electrónico.
En la final de los 200 m volvió a conseguir la victoria con 22,40 (otro récord mundial), batiendo a Raelene Boyle (22,45) y a la polaca Irena Szewinska (22,74) Ganó su tercera medalla olímpica en los relevos 4 × 100 m, donde las alemanas orientales fueron segundas por detrás de las alemanas occidentales.
El 7 de junio de 1973 logró en Ostrava convertirse en la primera mujer en la historia que bajaba oficialmente de los 11 segundos en los 100 m con 10,9 (crono manual). Ese mismo verano, durante los campeonatos nacionales en Dresde, logró rebajar su récord de los 100 m hasta 10,8 y además batir el de 200 m con 22,1
En los Campeonatos de Europa de Roma 1974 era la favorita, pero sufrió una doble e inesperada derrota en los 100 y los 200 m a manos de la veterana polaca Irena Szewinska. Ganó, eso sí, el oro en la prueba de relevos con récord mundial incluido.
En los Juegos Olímpicos de Montreal 1976 volvió a competir en los tres eventos, y ganó tres medallas. Fue 2ª en los 100 m, donde ganó de forma sorprendente la alemana occidental Annegret Richter, y 3ª en los 200 m, tras la alemana oriental Bärbel Eckert y la propia Richter. Por último ganó la medalla de oro en los relevos 4 × 100 m, donde las alemanas orientales se tomaron la revancha de cuatro años antes batiendo a las occidentales, con un equipo que formaban por este orden Marlies Öelsner, Renate Stecher, Carla Bodendorf y Bärbel Eckert.
Además de sus éxitos al aire libre, Stecher fue cuatro veces campeona de Europa de los 60 metros lisos en pista cubierta (1970, 71, 72 y 74) 
El nombre de Renate Stecher salió a la luz a principios de los años 90 como una de las atletas de Alemania Oriental supuestamente sometidas a prácticas de dopaje.